# Skoroszyce (gromada)
Skoroszyce – dawna gromada, czyli najmniejsza jednostka podziału terytorialnego Polskiej Rzeczypospolitej Ludowej w latach 1954–1972.
Gromady, z gromadzkimi radami narodowymi (GRN) jako organami władzy najniższego stopnia na wsi, funkcjonowały od reformy reorganizującej administrację wiejską przeprowadzonej jesienią 1954 do momentu ich zniesienia z dniem 1 stycznia 1973, tym samym wypierając organizację gminną w latach 1954–1972.
Gromadę Skoroszyce z siedzibą GRN w Skoroszycach utworzono – jako jedną z 8759 gromad na obszarze Polski – w powiecie grodkowskim w woj. opolskim, na mocy uchwały nr VII/20/54 WRN w Opolu z dnia 4 października 1954. W skład jednostki weszły obszary dotychczasowych gromad Skoroszyce, Czarnolas, Mroczkowa i Makowice ze zniesionej gminy Skoroszyce w tymże powiecie. Dla gromady ustalono 21 członków gromadzkiej rady narodowej.
31 grudnia 1961 do gromady Skoroszyce włączono wsie Chróścina i Pniewy ze zniesionej gromady Chróścina w tymże powiecie.
1 stycznia 1969 do gromady Skoroszyce włączono obszar zniesionej gromady Sidzina w tymże powiecie.
Gromada przetrwała do końca 1972 roku, czyli do kolejnej reformy gminnej. 1 stycznia 1973 w powiecie grodkowskim reaktywowano gminę Skoroszyce (od 1999 gmina należy do powiatu nyskiego).